# Traktat londyński (1936)
Traktat londyński z 1936, znany też jako drugi londyński traktat morski to porozumienie regulujące zbrojenia morskie i limitujące budowę okrętów, zawarte 25 marca 1936 pomiędzy Wielką Brytanią, USA i Francją. Oficjalnie nosił tytuł: Traktat w sprawie ograniczenia uzbrojenia morskiego (ang. Treaty for the Limitation of Naval Armament).

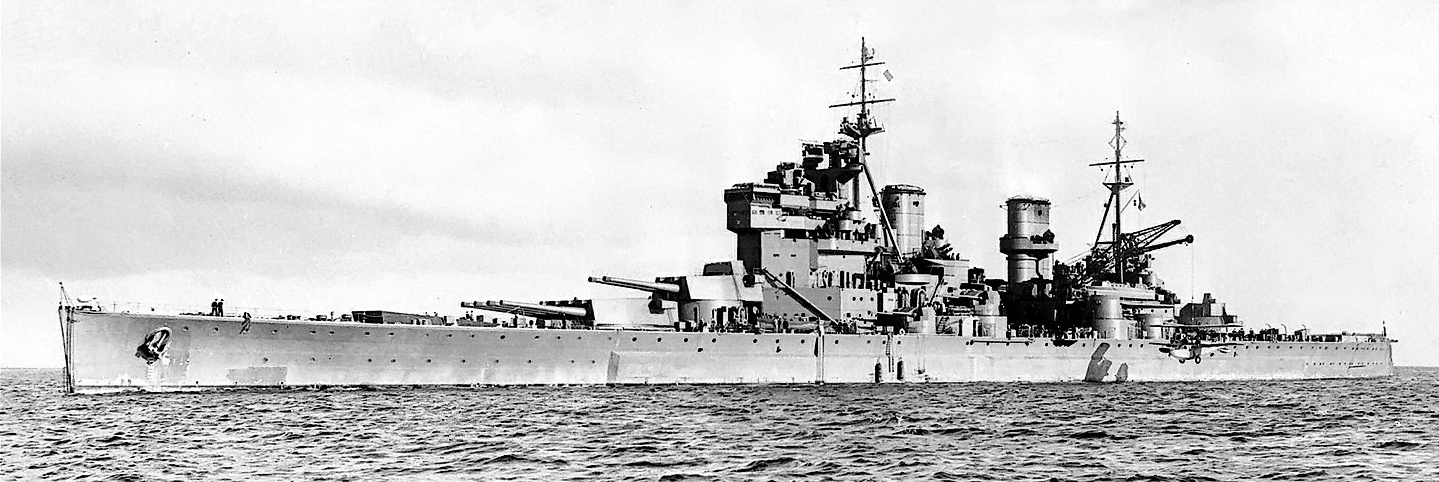
Brytyjski pancernik HMS „Prince of Wales” typu King George V, na którego możliwości bojowe i odporność wpłynęły ograniczenia traktatowe.

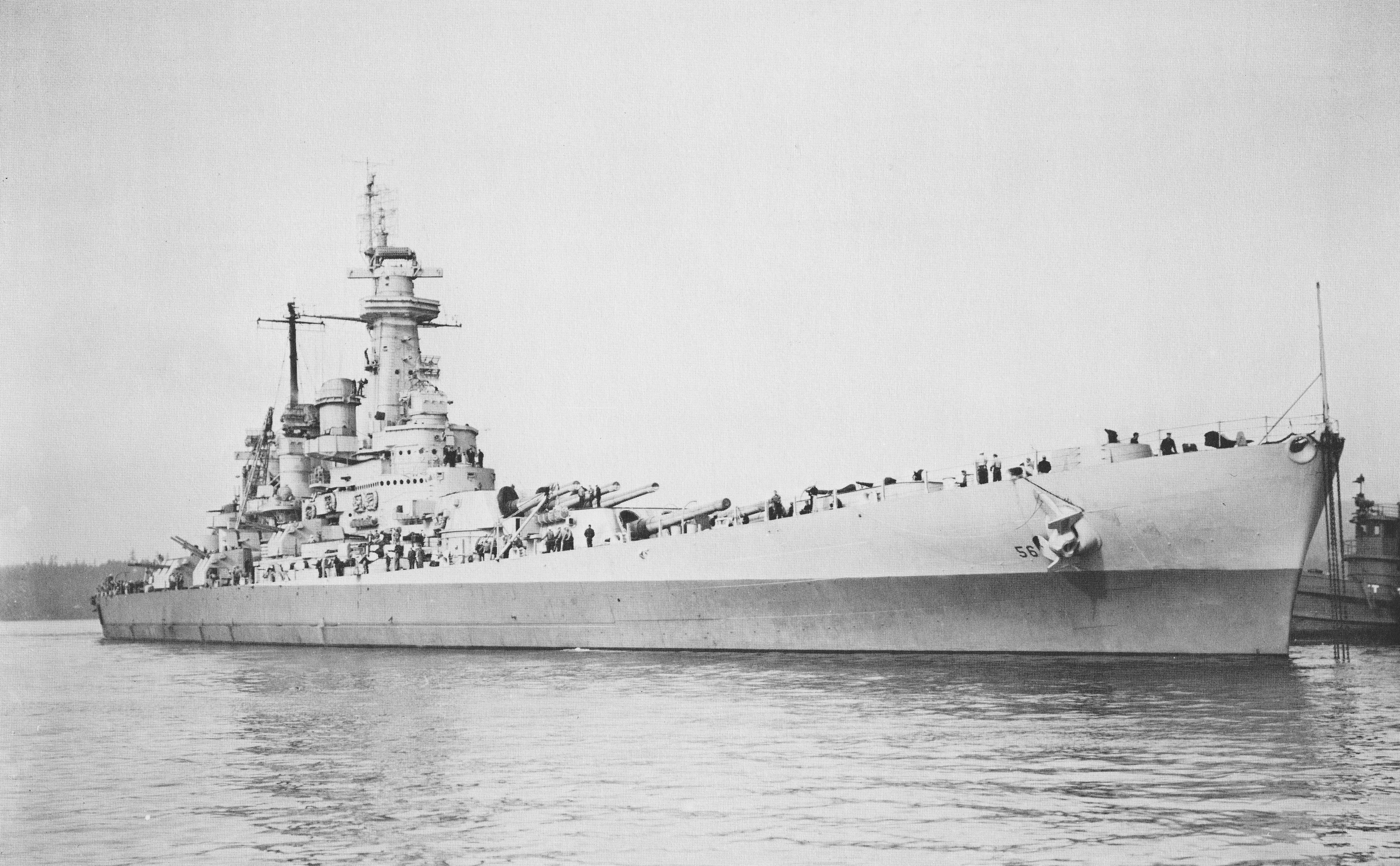
Amerykański „traktatowy” pancernik USS „Washington”, uzbrojony w działa 406 mm, lecz niewystarczająco opancerzony.

Drugi traktat londyński był kolejnym morskim traktatem rozbrojeniowym po traktacie waszyngtońskim z 1922 i traktacie londyńskim z 1930, które zakazywały m.in. budowy nowych okrętów liniowych i ograniczały wielkość flot do końca 1936 roku. W związku z bliskim upływem tego terminu, 9 grudnia 1935 zwołano w Londynie konferencję rozbrojeniową, mającą ustalić nowy traktat. Jednakże, spośród sygnatariuszy poprzedniego traktatu, 15 stycznia 1936 z prac konferencji wycofała się Japonia, nie godząca się na dalsze ograniczenia wielkości jej floty w stosunku do amerykańskiej i brytyjskiej (wcześniej przedstawiła zupełnie nierealistyczną propozycję redukcji flot amerykańskiej i brytyjskiej do poziomu jej własnej), wycofały się z niej również Włochy, będące przedmiotem krytyki międzynarodowej z powodu inwazji na Abisynię.
Zamiarem konferencji było przedłużenie limitów ilości okrętów do 1942, lecz wycofanie się Japonii, będącej trzecią potęgą morską świata (po Wielkiej Brytanii i USA), spowodowało rezygnację z tych limitów. Utrzymano natomiast między sygnatariuszami i dalej doprecyzowano limity wielkości i uzbrojenia poszczególnych okrętów. Traktat obowiązywał formalnie od 1 stycznia 1937 do 31 grudnia 1942, lecz jego przestrzeganie zakończyło się faktycznie po wybuchu II wojny światowej we wrześniu 1939.

## Terminologia
Traktat sprecyzował klasyfikację okrętów, która obowiązywała między sygnatariuszami, ale miała także pewien wpływ także na klasyfikację stosowaną przez inne państwa. Powtórzył definicję wyporności standardowej wprowadzoną w traktacie waszyngtońskim, precyzując ją też dla okrętów podwodnych. Traktat posługiwał się przejętym z traktatu waszyngtońskiego określeniem tony jako „długiej” tony angielskiej, równej 1016 kg (określanej też jako tona standardowa – ts).
Dotychczasowa kategoria „okrętów głównych” (capital ships), obejmująca w praktyce okręty liniowe, została podzielona na dwie:
- 1a – okręty o wyporności standardowej powyżej 10 000 ts (10 160 t) lub uzbrojone w działa kalibru powyżej 203 mm, poza lotniskowcami, okrętami pomocniczymi i okrętami klasy 1b (ogół okrętów liniowych)
- 1b – okręty o wyporności standardowej poniżej 8 000 ts (8 128 t) i uzbrojone w działa kalibru powyżej 203 mm (głównie pancerniki obrony wybrzeża i monitory – nie budowane jednak pod rządami traktatu).

Jako lotniskowce (aircraft carriers) na potrzeby traktatu określono także okręty przeznaczone przede wszystkim do przenoszenia i operowania samolotów na morzu, lecz nie wyposażone w pokład lotniczy (klasa 2b), czyli transportowce wodnosamolotów. Okręty z pokładem lotniczym (lotniskowce w ścisłym znaczeniu) zaliczono do kategorii 2a.
Zamiast dotychczasowych klas krążowników i niszczycieli traktat zdefiniował kategorię „lekkich okrętów nawodnych” (light surface vessels) – o wyporności pomiędzy 100 a 10 000 ts i uzbrojonych w działa kalibru do 203 mm, poza lotniskowcami, mniejszymi okrętami nawodnymi lub okrętami pomocniczymi. Dzieliła się na trzy podkategorie:
- 3a – okręty z działami kalibru ponad 155 mm (odpowiadające krążownikom ciężkim),
- 3b – okręty z działami nie przekraczającymi kalibru 155 mm, o wyporności ponad 3000 ts (odpowiadające krążownikom lekkim),
- 3c – okręty z działami nie przekraczającymi kalibru 155 mm, o wyporności do 3000 ts (obejmujące m.in. niszczyciele i torpedowce).

Wreszcie, traktat wprowadził kategorię „mniejszych okrętów nawodnych” (minor surface vessels – kategoria 5) – o wyporności pomiędzy 100 a 2000 ts (102 – 2032 ton), które nie posiadały dział większych, niż 155 mm, wyrzutni torpedowych ani nie przekraczały prędkości 20 w., z pominięciem okrętów pomocniczych (obejmowała ona większość trałowców, kanonierek, eskortowców itp).
Sprecyzowano także okręty pomocnicze (auxiliary vessels – kategoria 6) oraz małe jednostki (small craft – o wyporności nie przekraczającej 100 ts – kategoria 7). Kategoria 4 obejmowała okręty podwodne.

## Postanowienia
Państwa, które podpisały traktat, zobowiązały się w artykule 2 do niebudowania i niekupowania okrętów o charakterystykach przekraczających wskazane w nim limity. Wyjątek mogły stanowić okręty, których budowę rozpoczęto przed wejściem w życie traktatu (art. 10). Limity w przeciwieństwie do wcześniejszych traktatów dotyczyły tylko nowo budowanych okrętów, bez jednostek już będących w służbie. Nie limitowano też liczby okrętów ani ich łącznej wyporności.
Najdonioślejszym postanowieniem było zezwolenie na budowę nowych okrętów liniowych (capital ships – w praktyce pancerników), przy zachowaniu dla nich limitu wyporności z traktatu waszyngtońskiego 35 000 ts (35 560 t). Jako maksymalny kaliber dział ustalono 356 mm, lecz jednocześnie zamieszczono klauzulę eskalacyjną, że jeśli inni spośród sygnatariuszy traktatu waszyngtońskiego nie zgodzą się na taki limit do dnia wejścia w życie nowego traktatu, maksymalny kaliber dział wynosić będzie 406 mm (art. 4 pkt 3). Ponieważ Japonia i Włochy nie zaakceptowały limitu 356 mm, wiążący traktatowy limit kalibru wynosił więc 406 mm. Marginalne znaczenie miał zakaz budowy okrętów liniowych o wyporności poniżej 17 500 t lub uzbrojonych w działa kalibru poniżej 254 mm.
Wobec budowy przez Niemcy i Włochy silnych pancerników typów Bismarck i Littorio, 30 czerwca 1938 na wzajemnym spotkaniu sygnatariusze traktatu zaakceptowali zwiększenie limitu wyporności pancerników do 45 000 ts przy zachowaniu kalibru dział do 406 mm.
Odnośnie do lotniskowców, limit wyporności ustalono w art. 5 traktatu na 23 000 ts (23 368 t), a kalibru dział na 155 mm (ograniczenie kalibru dział nie miało jednak znaczenia praktycznego, gdyż na nowych jednostkach stosowano i tak działa uniwersalne kalibru maksymalnie 114-127 mm).
Istotnym ograniczeniem stał się limit wielkości krążowników lekkich (okrętów kategorii 3b) do 8000 ts (8128 t) i zakaz budowy krążowników ciężkich (kategorii 3a). Jednakże, w razie uznania, że bezpieczeństwo sygnatariusza jest zagrożone przez budowę krążowników przez inne państwo, miał on prawo podjąć budowę okrętów o wielkości do 10 000 ts lub ciężkich krążowników (art. 6 traktatu). Okręty takie można było też budować w zamian za utracone.
Jako limit dla okrętów podwodnych ustalono wyporność 2000 ts (2032 t) i działa do 130 mm (art. 7).
Strony nałożyły na siebie obowiązek informacji w odpowiednich terminach o przewidzianych do budowy lub zakupu okrętach kategorii 1, 2, 3 i okrętach podwodnych. Obowiązkom informacyjnym, obszernie skonkretyzowanym i uszczegółowionym, poświęcono aż 10 artykułów (11-21).
Artykuł 24 przewidywał, że na wypadek wojny strona traktatu może zawiesić jego stosowanie, jeśli uzna to za konieczne i zawiadomi o tym inne strony.
Zgodnie wreszcie z art. 25, jeśli państwo spoza stron traktatu uzyskało lub zbudowało okręt liniowy, lotniskowiec lub okręt podwodny przekraczający traktatowe charakterystyki, strona mogła odstąpić od limitów, jeśli uznałaby to za niezbędne dla bezpieczeństwa narodowego.

## Skutki

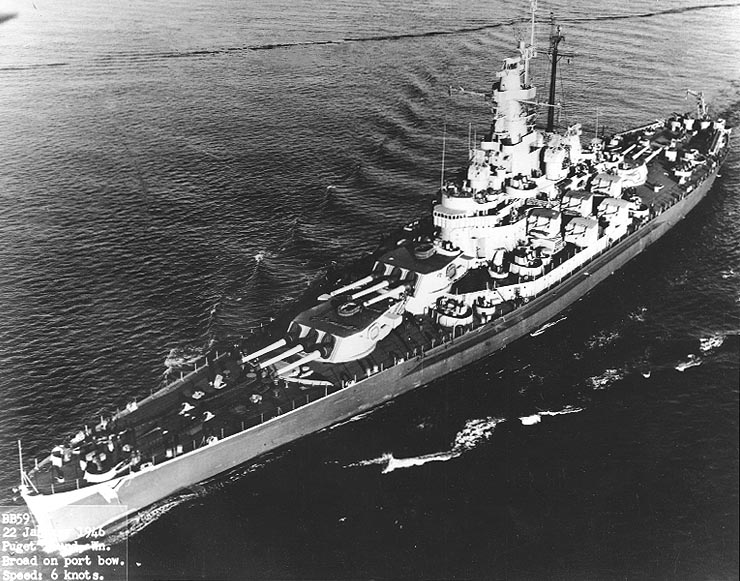
USS „Massachusetts” (BB-59) drugiego typu amerykańskich „traktatowych” pancerników South Dakota.

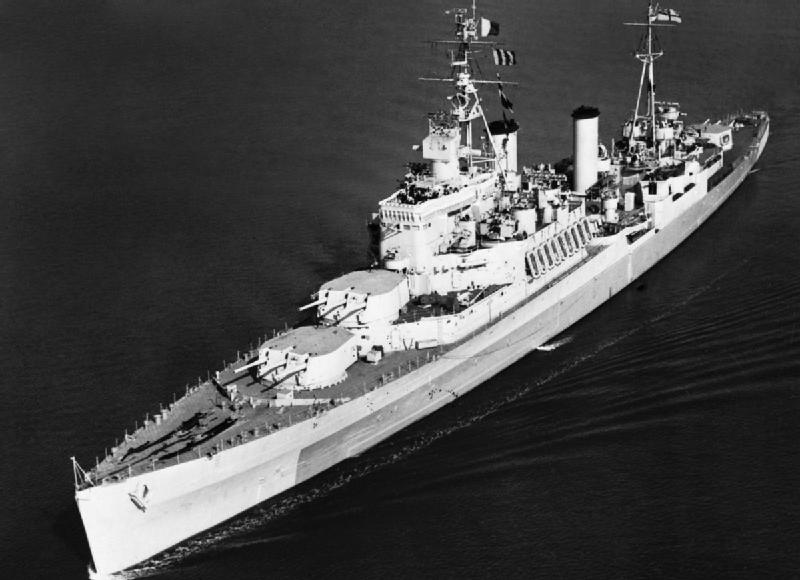
HMS „Uganda” jedynego „traktatowego” typu krążowników lekkich Colony.

Skutkiem drugiego traktatu londyńskiego, mającego być w założeniu traktatem rozbrojeniowym, była paradoksalna sytuacja, że mimo zaostrzającej się sytuacji międzynarodowej, związanej z agresywną polityką państw Osi, jedynie przyszli alianci w nadchodzącej II wojnie światowej przyjęli dobrowolne ograniczenia jakości okrętów, natomiast ich potencjalni przeciwnicy nie byli ograniczeni limitami (Japonia, Włochy) lub potajemnie je przekraczali (Niemcy, odnośnie do limitów wynikających z umowy niemiecko-brytyjskiej z 1935).
Drugi traktat londyński obowiązywał przez krótki okres i wywarł wpływ na konstrukcje niewielu okrętów, lecz wśród nich była jedyna nowoczesna seria brytyjskich pancerników okresu II wojny światowej typu King George V. Brytyjczycy nie zdecydowali się na zwiększenie ich wyporności ponad limit, mając na uwadze także względy oszczędnościowe i w efekcie powstały nie w pełni udane okręty, których rozmiary wymuszały szereg kompromisów, jak słabą ochronę przeciw wybuchom podwodnym i stosunkowo niewielki zasięg oraz działa o kalibrze 356 mm, mniejszym od wszystkich nowych „pełnowymiarowych” pancerników (nie zdecydowano się na zwiększenie kalibru z uwagi na długi czas potrzebny na opracowanie dział, mimo to zastosowane działa okazały się dość udane i wystarczające do walki z pancernikami).
Również amerykański typ pancerników North Carolina ucierpiał na skutek ograniczenia wielkości do limitu traktatowego. Co prawda Amerykanie, projektując je początkowo z 12 działami 356 mm, ostatecznie uzbroili je w 9 dział kalibru 406 mm, lecz okręty te miały z kolei nieadekwatne opancerzenie, przewidziane przeciw pociskom kalibru 356 mm. W kolejnym amerykańskim typie pancerników South Dakota, wciąż trzymając się limitu wyporności, polepszono opancerzenie kosztem osłabienia ochrony podwodnej i zmniejszenia prędkości oraz ciasnoty. Dopiero ostatni typ amerykańskich pancerników Iowa, korzystając ze zwiększenia wielkości do ponad 45 000 ton, stał się w pełni udany.
Spośród „traktatowych” pancerników jedynie francuski typ Richelieu zasługiwał na miano w pełni udanego (chociaż budowę głównego okrętu rozpoczęto jeszcze w 1935, wyłamując się tym samym z ograniczeń wcześniejszych traktatów). Od początku zastosowano na nim artylerię kalibru 380 mm, a jego projektowa wyporność standardowa ok. 37 000 ton przekraczała pierwotny limit, przy czym w toku budowy jeszcze ją zwiększono. Również jednak w konstrukcji tych okrętów, dążenie do zmieszczenia się w limicie wyporności spowodowało wybór niektórych nieoptymalnych rozwiązań.
Ponadto, pod rządem traktatu została zbudowana seria brytyjskich krążowników lekkich typu Colony, będących pomniejszoną i słabiej opancerzoną wersją krążowników typu Southampton. Mimo zawartego traktatu, tuż przed jego wejściem w życie, w grudniu 1936, Brytyjczycy i Amerykanie rozpoczęli budowę dwóch par krążowników lekkich przekraczających limit 8000 ton (typy Edinburgh i St. Louis) – formalnie było to dopuszczalne, lecz niezgodne z duchem porozumienia.